# Gare de Châteaubriant
La gare de Châteaubriant est une gare ferroviaire française, située sur le territoire de la commune de Châteaubriant, dans le département de la Loire-Atlantique, en région Pays de la Loire.
Elle est mise en service en 1877 par la Compagnie du chemin de fer de Paris à Orléans (PO). C'est une gare de la Société nationale des chemins de fer français (SNCF) desservie par les trains régionaux TER Pays de la Loire et TER Bretagne permettant de relier respectivement Nantes, en tram-train, et Rennes. Elle est la gare terminus des trains en provenance de ces deux directions.
Elle était au cœur d'une étoile ferroviaire à cinq branches permettant de joindre Nantes, Montoir-de-Bretagne, Ploërmel, Rennes, et Sablé jusqu'à la fermeture progressive de toutes les branches au service des voyageurs en 1980, sauf celle de Rennes. Cependant, depuis 2014, la ligne à destination de Nantes est de nouveau rouverte au service des voyageurs.

## Situation ferroviaire

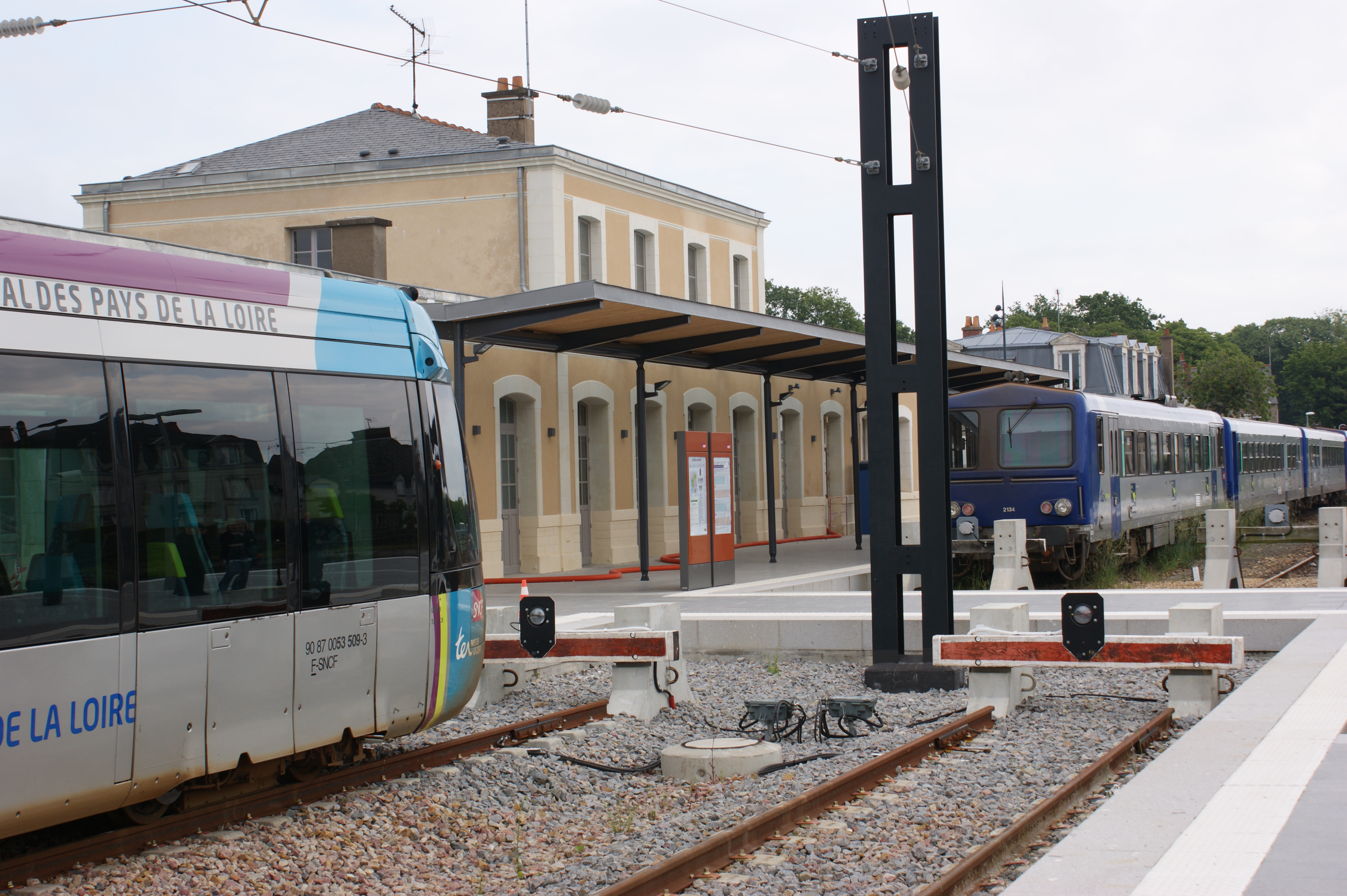
Le passage piéton sépare le TER de Rennes du Tram-train de Nantes

Établie à 71 mètres d'altitude, la gare de bifurcation de Châteaubriant est, l'aboutissement de la ligne de Nantes-Orléans à Châteaubriant, au point kilométrique (PK) 491,867. La gare précédente ouverte est celle d'Issé, s'intercale les haltes fermées de La Claie et de La Cantraie, et l'origine de la ligne de Châteaubriant à Rennes au PK 0,000, ouverte au service des voyageurs et des marchandises, la gare ouverte suivante étant celle de Martigné-Ferchaud, précédée par celle fermée de Noyal-sur-Brutz.
Elle est également située au PK 355,464 de la ligne de Sablé à Montoir-de-Bretagne, fermée au service des voyageurs et partiellement déclassée, entre les gares de Soudan et de Louisfert, et l'origine de la ligne de Châteaubriant à Ploërmel au PK 355,464, déclassée en totalité et dont la gare suivante était celle de Ruffigné - St-Aubin-des-Châteaux.

## Histoire
Construite par la Compagnie du chemin de fer de Paris à Orléans, elle a été inaugurée en 23 décembre 1877 lors la mise en place de la ligne de Nantes-Orléans à Châteaubriant. En 1881, elle a été reliée avec Rennes et le sud de l'Ille-et-Vilaine grâce à ligne de Rennes à Châteaubriant.
La gare était au cœur de l'étoile ferroviaire de Châteaubriant, dont les cinq branches avaient pour destination Nantes, Montoir-de-Bretagne, Ploërmel, Rennes, et Sablé.

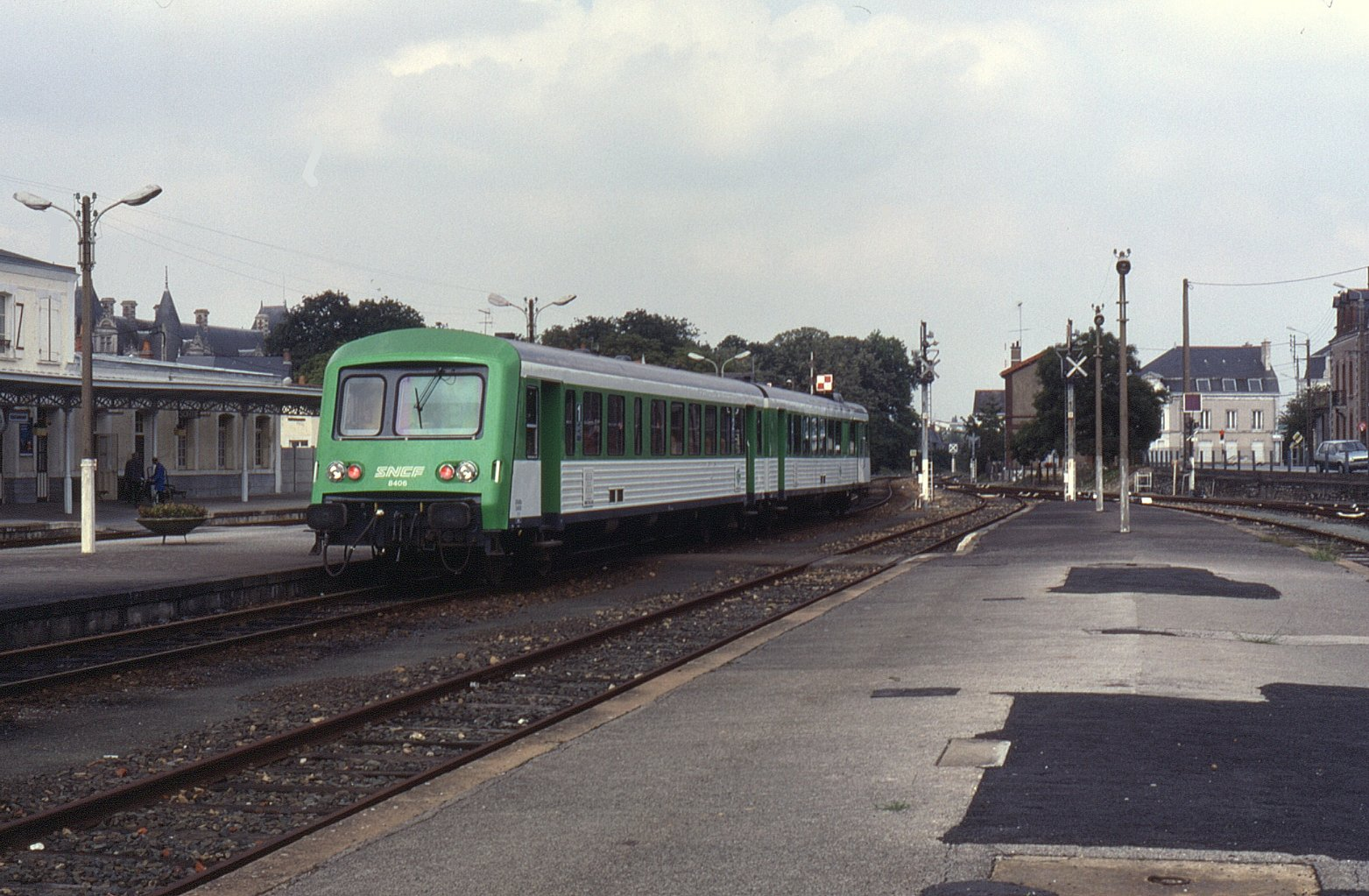
Intérieur de la gare en 1992.

La fermeture du service voyageurs de la ligne de Châteaubriant à Ploërmel est intervenue le 2 octobre 1938 sur la section de Châteaubriant à Messac, et le 6 mars 1939 pour la section de Messac à Ploërmel. Après la Seconde Guerre mondiale, c'est au tour de la ligne de Sablé à Montoir-de-Bretagne d'être progressivement fermée : le 19 mars 1952 pour la section Châteaubriant/Montoir-de-Bretagne et le 3 mars 1969 pour la section Sablé/Châteaubriant.

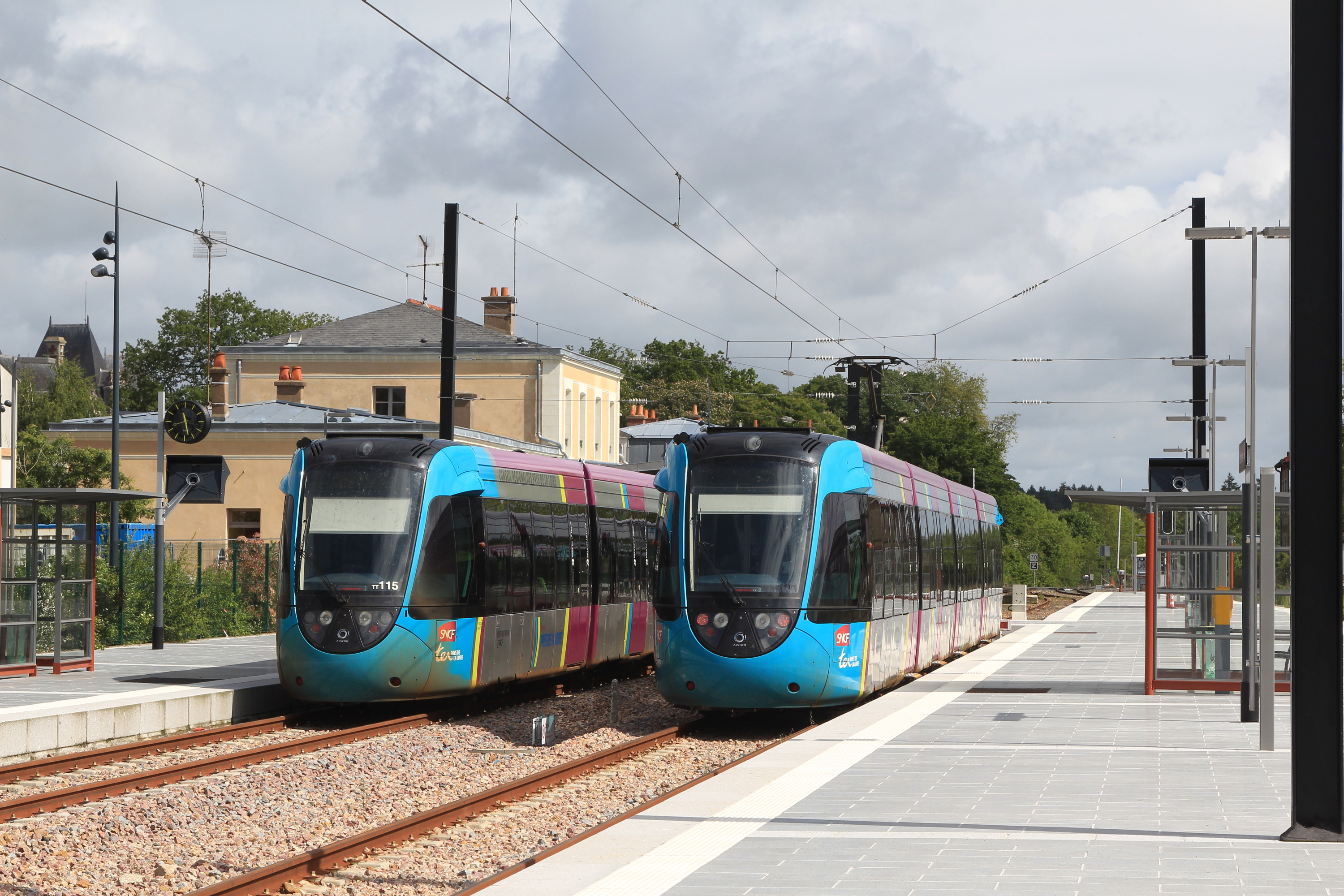
Deux rames de tram-train U 53500 à quai. Au fond les voies pour Rennes.

Enfin, la ligne de Nantes est fermée le 31 mai 1980, après la dernière circulation d'un train de voyageurs assuré par un autorail de type X 2400. Contrairement aux autres lignes aboutissant à Châteaubriant et qui ont été fermées, c'est le seul axe dont les installations n'ont pas été déposées.
À la suite de cette dernière fermeture, de 1980 à 2014, la desserte ferroviaire vers Rennes est la seule qui ait été encore en activité. Dernière ligne fermée, la ligne de Nantes sera aussi la première réactivée le 28 février 2014 sous la forme d'un tram-train. Desservie dès la réouverture par 7 allers-retours en semaine, 5 les samedis et 4 les dimanches vers Nantes, entre Nantes et Châteaubriant, depuis le 5 juillet 2015, un 8e aller-retour est ajouté en soirée,. À cette occasion, la gare a fait l'objet de travaux importants qui l'ont transformée en pôle d'échanges multimodal.
Depuis 2016, plus aucun train ne circule entre Retiers et Châteaubriant par suite de la dégradation de ce tronçon vétuste. Des travaux de remise en état étaient prévus pour 2019 puis repoussés à l'horizon 2021.

## Service des voyageurs

### Accueil

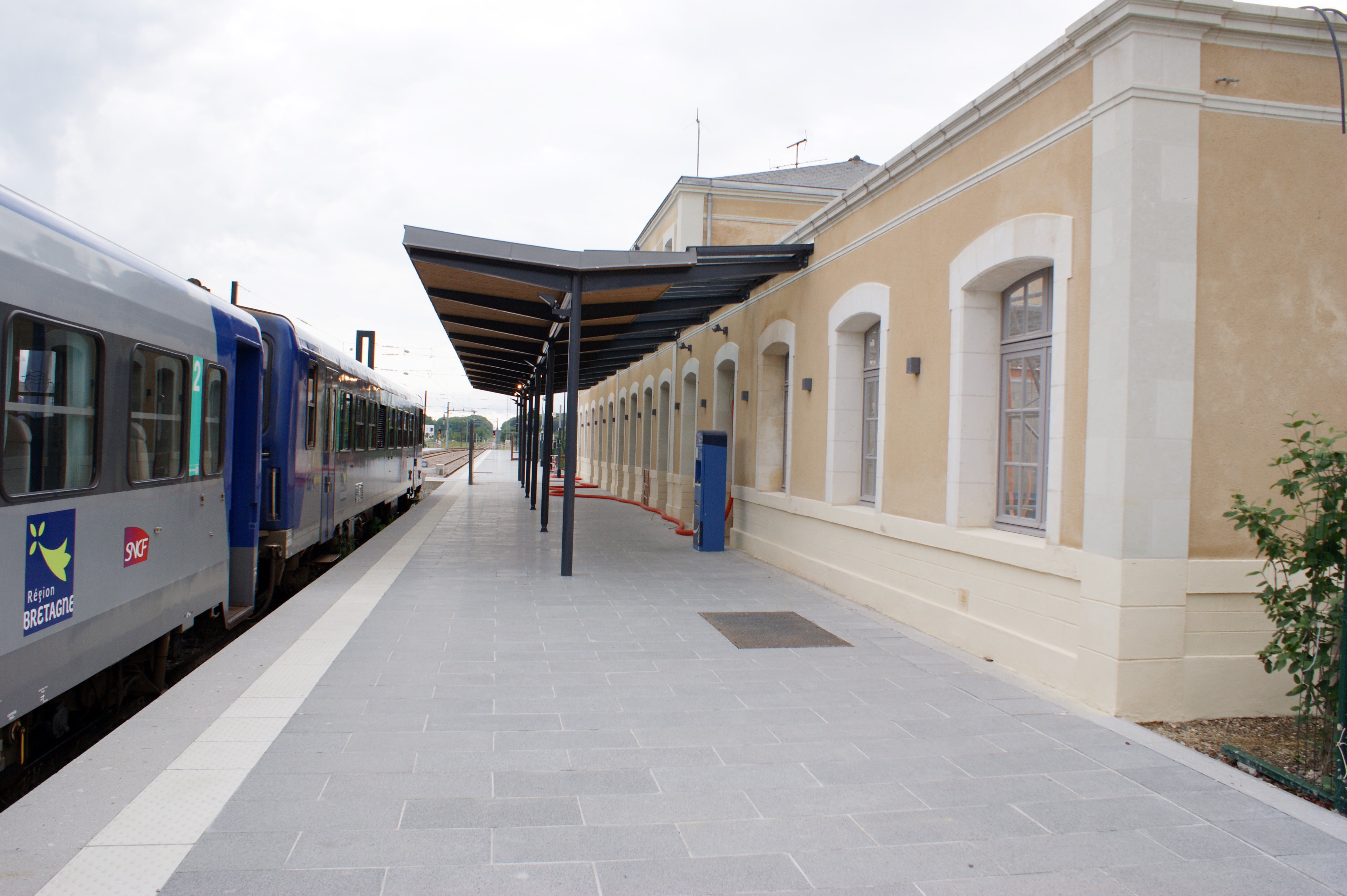
TER pour Rennes à quai, au fond les voies du Tram-train pour Nantes.

À la fois gare et halte selon le site TER Pays de la Loire, la gare dispose d'un bâtiment voyageurs avec un guichet ouvert du lundi au samedi ainsi que d'un distributeur de titres de transports TER,,.

### Desserte
Châteaubriant est desservie par des trains régionaux TER Pays de la Loire qui la relient à la gare de Nantes et par des trains régionaux TER Bretagne qui rejoignent la gare de Rennes.

### Intermodalité
Un parc à vélos de 30 places dont 20 sécurisées et un parking de 159 places pour les véhicules sont aménagés. Le C'bus, le service de transport en commun interne à Châteaubriant géré par la communauté de communes Châteaubriant-Derval, offre une correspondance pour certaines relations ferroviaires en provenance ou à destination de Nantes. Les lignes 140, 401 et 409 du réseau régional Aléop desservent également la gare.

Installations et dessertes de la gare
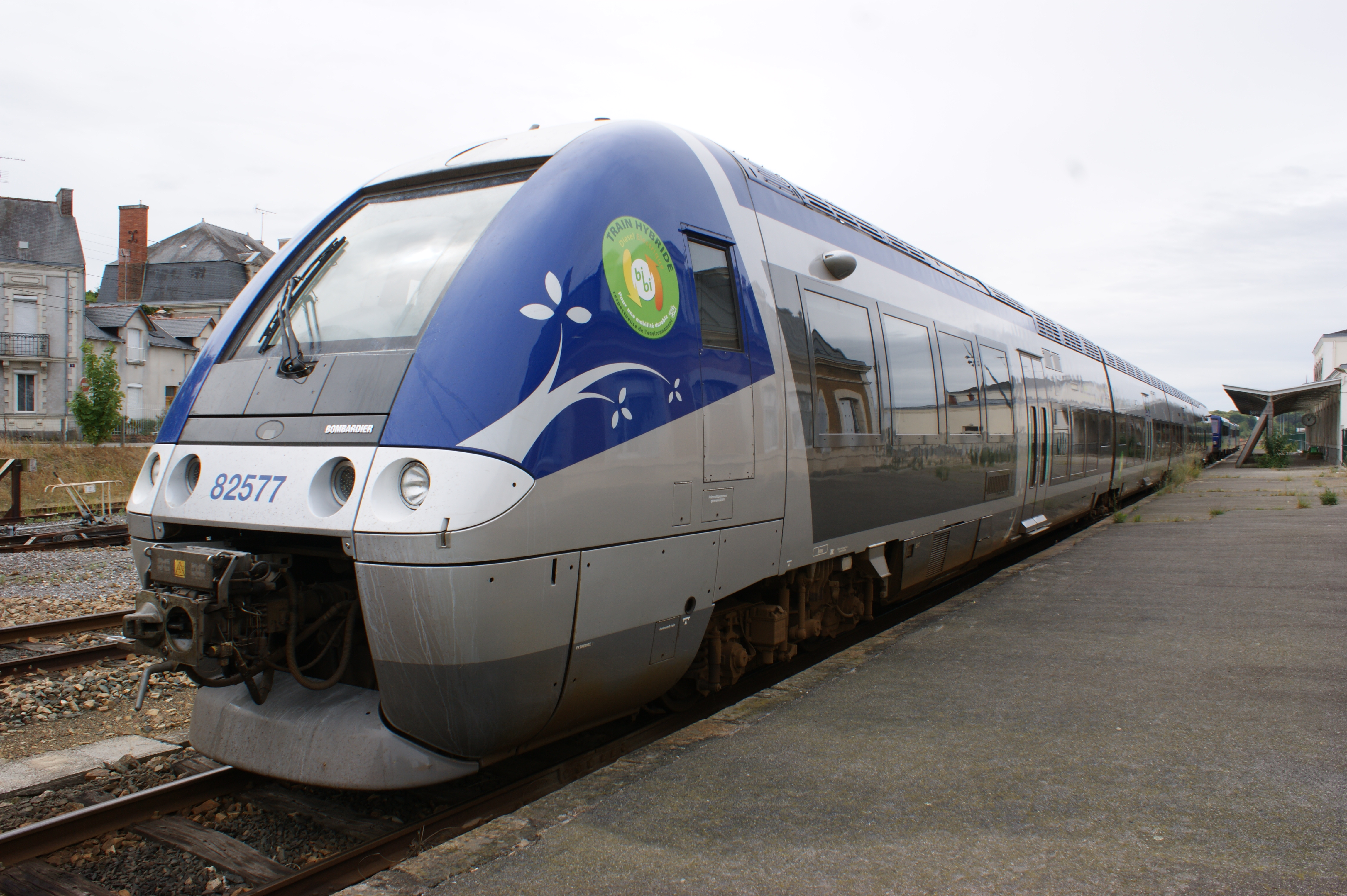
TER (2011).
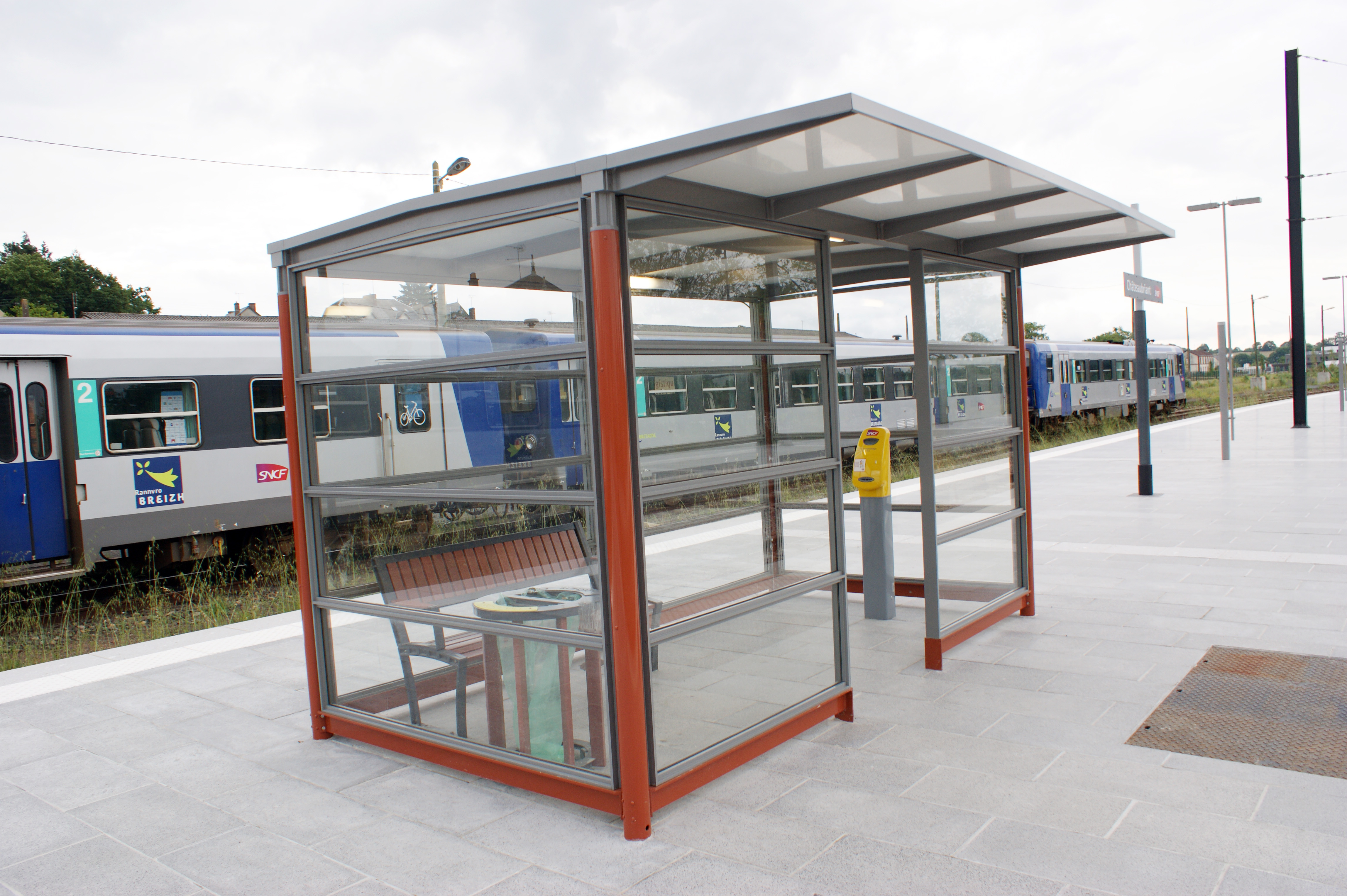
Abri de quai (2014).
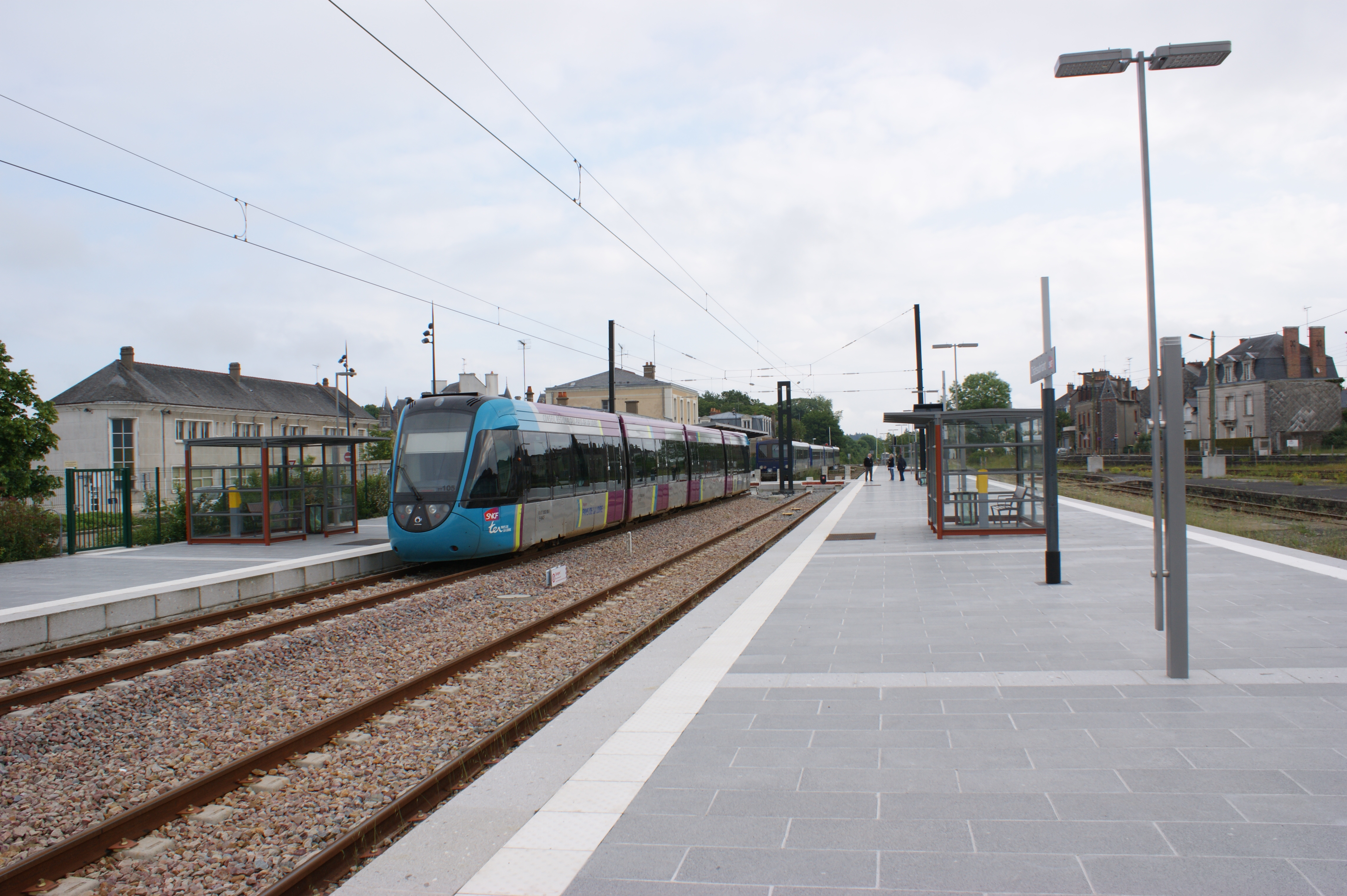
Tram-train et TER (2014).

## Service des marchandises

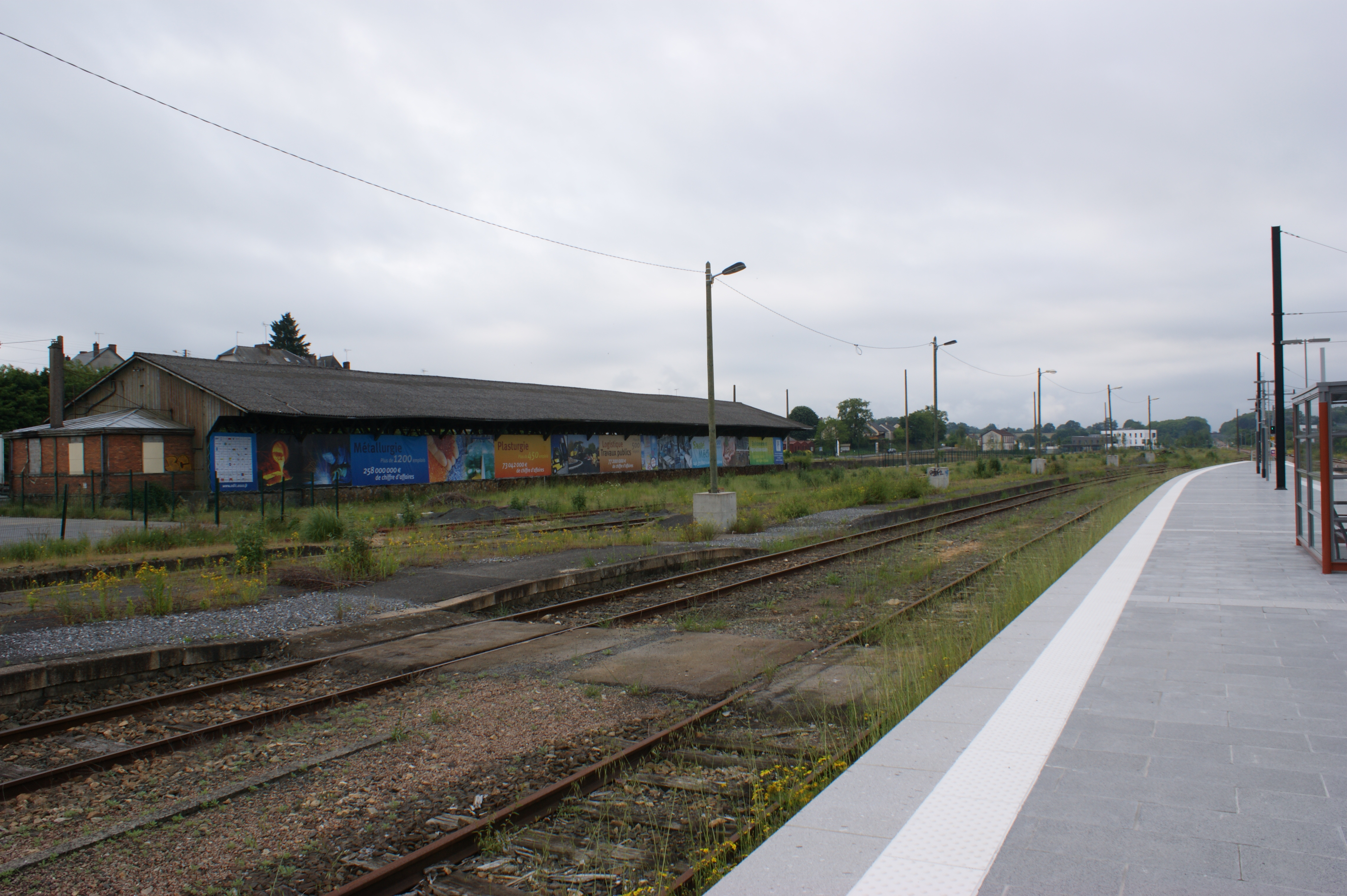
Ancienne halle à marchandises.

En mars 2014, la gare est encore ouverte au service du fret, uniquement par wagons isolés pour les ateliers bretons de réalisations ferroviaires industries (ABRF Industries), ou par trains massifs.
ABRF Industries est en difficulté, depuis quelques années, du fait du manque de commandes de wagons par la SNCF. Après avoir été placée en liquidation judiciaire au début du mois de mai, l'entreprise, sans repreneur avant la date ultime du 24 mai 2014 fixée par le tribunal de commerce, est ensuite officiellement et définitivement fermée.